# Сами в неделя
„Сами в неделя“ е български телевизионен игрален филм от 1987 година на режисьора Владимир Ангелов.
Филмът е дебют на режисьора Владимир Ангелов.

## Сюжет
Историята на един мъж и една жена, бивши съпрузи, хвърлили се всеки по своему, да уреждат новия си живот, неочаквано стават пленници на своите неделни срещи – деня на размяа на детето....

## Актьорски състав
| Роля | Изпълнител      |
| ---- | --------------- |
| Сашо | Кирил Варийски  |
|      | Ирен Кривошиева |